# Mexikanische Badmintonmeisterschaft 2016
Die Mexikanische Badmintonmeisterschaft 2016 fand in Guadalajara statt. Es war die 67. Auflage der nationalen Titelkämpfe von Mexiko im Badminton.

## Sieger und Finalisten
| Disziplin    | Gold                            | Silber                             |
| ------------ | ------------------------------- | ---------------------------------- |
| Herreneinzel | Job Castillo                    | Lino Muñoz                         |
| Dameneinzel  | Haramara Gaitan                 | Mariana Ugalde                     |
| Herrendoppel | Job Castillo Andrés López       | Mauricio Casillas Arturo Hernández |
| Damendoppel  | Cynthia González Mariana Ugalde |                                    |
| Mixed        | Andrés López Haramara Gaitan    |                                    |